# 谷口巳三郎
谷口巳三郎（たにぐち みさぶろう、1923年11月1日 -2011年12月31日 ）は農業・環境・人材指導者、循環式有機農法農業家、妻は谷口恭子（タイとの交流の会で活動）。

## 履歴
- 熊本県八代郡坂本村（現・八代市）出身
- 鹿児島大学農学部学生中に学徒出陣。終戦後卒業
- 八ヶ岳中央農業実践大学校卒業
- デンマーク留学
- 帰国後、県農業大学校職員
- 退職後、単身タイへ
- 21世紀農場を設立

## 受賞
- 信友社賞 受賞
- 日本外務大臣表彰
- タイ国立メ・ジョ大学より「名誉博士号」授与
- 近代文化功労賞 受賞
- 毎日国際交流賞 受賞
- 旭日双光章 受章

晩年
- 農業及び職業訓練センターで活動。
- タイと日本を中心に講演会。
- 妻恭子が中心となってタイとの交流会で支援活動。

## 著書
- 「二十一世紀農場便り」(一～三十六号)
- エッセー「私のエイズ最前線」(一～二十四号)
- エッセー「熱帯に生きる」(一～二十号)

他多数

## 参考資料
- 「農業後継者の全寮生教育」(谷口巳三郎著・昭和56年刊)